# Dino Raugi
Dino Raugi detto Bino (Livorno, 12 marzo 1926 – 11 ottobre 2007) è stato un politico e partigiano italiano.

## Biografia
A 17 anni si unì alle formazioni partigiane. Esponente del Partito Comunista Italiano, eletto per la prima volta consigliere comunale nel 1951 e poi assessore dal 1953, fu sindaco di Livorno per due mandati, dal 1966 al 1975.
Fu eletto consigliere regionale della Toscana alle elezioni del 1975 e a quelle del 1980, ricoprendo la carica di assessore ai trasporti fino al 1982.
Nel 2000 divenne presidente del Comitato provinciale di Livorno dell’Associazione Nazionale Partigiani d'Italia.
Morì all'età di 81 anni nell'ottobre del 2007.